# Ibuoro
L'Ibuoro és una llengua que es parla a l'estat de Akwa Ibom, al sud-est de Nigèria. Es parla a les LGAs d'Itu i d'Ikono.
L'ibuoro és una llengua de la subfamília lingüística de les llengües del baix Cross, que formen part de les llengües Benué-Congo. Està íntimament relacionada amb les llengües ito, itu mbon uzo i nkari.
L'etnologue xifra que el 1988 hi ha 5.000 parlants d'ibuoro.